# 悅恩
悅恩（英語：Yuet Yan，代號M28）是香港元朗區議會下轄的選區，2003年設立，2023年取消，末任區議員為獨立民主派人士康展華。

## 範圍
選區位於天水圍新市鎮北部，包括天悅邨及天恩邨大部份樓宇（恩頤樓、恩穗樓、恩盈樓、恩慈樓、恩樂樓及服務設施大樓，其餘三幢樓宇則屬於富恩選區），與其相連的選區有屏山北、頌華、富恩、晴景、嘉湖北和頌栢選區，投票站設於天水圍循道衛理中學。

## 沿革
2000年由於實行八萬五建屋計劃，大量公共屋邨和居屋屋苑在天水圍北落成，導致大量人口遷入，選舉事務處因而在2003年將嘉湖南選區分拆，並且設立多個選區，悅恩就是其中之一，當時只包括天悅邨、天恩邨恩慈樓和恩樂樓。
2003年區議會選舉，當時選區估算約18,727人，其中有3,028位選民，投票站設於金巴崙長老會耀道小學，議席由無黨派人士郭青苗、趙秀嫻和香港協進聯盟成員陳偉琛爭奪，最終趙秀嫻以5票之差擊敗取得516票的郭青苗勝出。
2006年選舉事務處將富恩選區的恩穗樓和恩盈樓歸入悅恩選區，2007年區議會選舉人口估算約20,996人，其中有5,325位選民，尋求連任的趙秀嫻以香港天水圍婦女聯合會成員身份再度參選，對手是香港職工會聯盟成員陳志成，最終趙秀嫻以1,457票成功連任。
2011年由於悅恩選區範圍內的天晴邨2008年落成後有大量人口遷入，因此選舉事務處將宏景選區分拆，與原屬悅恩選區的天晴邨劃為晴景選區。
2011年區議會選舉，當時估算約18,783人，其中有7,689位選民，投票站則設於天水圍循道衛理中學，得到新界社團聯會支持的趙秀嫻以獨立人士身份再次參選，對手是職工盟成員強國偉，最終趙秀嫻以1,911票擊敗取得866票的強國偉，再次成功連任。
2015年區議會選舉，強國偉轉到富恩選區參選，使趙秀嫻在沒有其他對手之下自動當選。
2019年區議會選舉，趙秀嫻沒有競逐連任，建制派由新界社團聯會賴玥均參選，對手是時任元朗區議會增選委會成員、曾擔任錦綉花園區議員杜嘉倫助理的獨立民主派康展華，結果康展華以五百多票之差擊敗賴玥均當選。2021年7月，康氏在民主派區議員因應政府計劃追究協助2020年民主派初選的區議員傳聞所帶動的辭職潮中辭去區議員職務。

## 歷屆議員
| 屆別                  | 議員   | 政治聯繫 | 政治聯繫  |
| --------------------- | ------ | -------- | --------- |
| 2004年－2007年        | 趙秀嫻 |          | 新 新社聯 |
| 2008年－2011年        | 趙秀嫻 |          | 新 新社聯 |
| 2012年－2015年        | 趙秀嫻 |          | 新 新社聯 |
| 2016年－2019年        | 趙秀嫻 |          | 新 新社聯 |
| 2020年－2021年7月10日 | 康展華 |          | 無黨籍    |
| 2021年7月11日－2023年 | 懸空   | 懸空     | 懸空      |

## 歷屆選舉結果
| 政党   | 政党         | 候选人    | 票数  | %     | ±      |
| ------ | ------------ | --------- | ----- | ----- | ------ |
|        | 獨立         | ①. 康展華 | 3,416 | 54.63 | 不適用 |
|        | 新界社團聯會 | ②. 賴玥均 | 2,837 | 45.37 | ▼23.45 |
| 多数票 | 多数票       | 多数票    | 579   | 9.26  | ▼28.37 |

| 政党   | 政党         | 候选人 | 票数     | %      | ±      |
| ------ | ------------ | ------ | -------- | ------ | ------ |
|        | 新界社團聯會 | 趙秀嫻 | 自動當選 | 不適用 | 不適用 |
| 多数票 | 多数票       | 多数票 | 不適用   | 不適用 | 不適用 |

| 政党   | 政党           | 候选人    | 票数  | %     | ±      |
| ------ | -------------- | --------- | ----- | ----- | ------ |
|        | 香港職工會聯盟 | ①. 強國偉 | 866   | 31.18 | 不適用 |
|        | 新界社團聯會   | ②. 趙秀嫻 | 1,911 | 68.82 | ▲5.58  |
| 多数票 | 多数票         | 多数票    | 1,045 | 37.63 | ▲11.15 |

| 政党   | 政党           | 候选人    | 票数  | %     | ±      |
| ------ | -------------- | --------- | ----- | ----- | ------ |
|        | 新界社團聯會   | ①. 趙秀嫻 | 1,457 | 63.24 | ▲27.36 |
|        | 香港職工會聯盟 | ②. 陳志成 | 847   | 36.76 | 不適用 |
| 多数票 | 多数票         | 多数票    | 610   | 26.48 | ▲26.14 |

| 政党   | 政党         | 候选人    | 票数 | %     | ±      |
| ------ | ------------ | --------- | ---- | ----- | ------ |
|        | 民主陣線     | ①. 郭青苗 | 516  | 35.54 | 新選區 |
|        | 新界社團聯會 | ②. 趙秀嫻 | 521  | 35.88 | 新選區 |
|        | 港進聯       | ③. 陳偉琛 | 415  | 28.58 | 新選區 |
| 多数票 | 多数票       | 多数票    | 5    | 0.34  | 新選區 |